# Марина Де Тавіра
Марина Де Тавіра Сервіте (ісп. Marina de Tavira Servitje 30 листопада 1974, Мехіко, Мексика) — максиканська акторка. Номінантка премії «Оскар» в категорії «Найкраща акторка другого плану» за роль Софії у фільмі «Рома». 

## Життя і кар'єра
Марина Де Тавіра народилася в 1974 році у Мехіко. Навчалася акторській майстерності в La Casa del Teatro на Пласа-де-ла-Кончіта в Койоакане. Також навчалася в Театральному центрі і Центрі театрального навчання Сан Каетано. Її кар'єра розвивалася переважно на мексиканській сцені. Вона зіграла провідні ролі у постановках таких драматургів, як Бертольд Брехт, Гарольд Пінтер і Девід Мамет. У кіно працювала з такими режисерами, як Родріго Пла (у фільмі «Зона»), Карлос Каррера, Ісса Лопес, Маріана Шенільо, Харі Сама та Альфонсо Куарон у фільмі «Рома», за роль у якому вона була номінована на премію «Оскар» за кращу акторську роль.
Марина є онукою Лоренцо Сервіте, власника Grupo Bimbo. Її батько був убитий кілька років тому (кримінальна справа залишилася нерозкритою).

## Фільмографія
| Рік  | Назва                                                               | Роль              | Примітки                                        |
| ---- | ------------------------------------------------------------------- | ----------------- | ----------------------------------------------- |
| 1999 | Viajando sobre los durmientes                                       | Марина            | Короткометражний фільм                          |
| 2005 | A Good Death Beats a Dull Life (Hijas de su madre: Las Buenrostro)) | Тере              |                                                 |
| 2006 | Un mundo maravilloso                                                | Хвора Жінка       |                                                 |
| 2006 | Muerte anunciada                                                    |                   | Короткометражний фільм                          |
| 2006 | Побічні ефекти (Efectos secundarios)                                | Марина            |                                                 |
| 2007 | Зона                                                                | Андреа            |                                                 |
| 2008 | Любов, біль і навпаки (Violanchelo)                                 | Марсела Паділья   |                                                 |
| 2008 | Дорога до слави (Casi divas)                                        | Модель            |                                                 |
| 2008 | El comienzo del fin                                                 | Елла              | Короткометражний фільм                          |
| 2008 | Нора буде (Cinco días sin Nora)                                     | Молода Нора Куртц |                                                 |
| 2010 | Desafío                                                             | Джульєта          |                                                 |
| 2011 | Viento en contra                                                    | Лізета            |                                                 |
| 2015 | Los árboles mueren de pie                                           | Олена             |                                                 |
| 2015 | Azul maduro                                                         | Лорена-Гранді     | Короткометражний фільм                          |
| 2017 | Ганна і Бруно (Ana y Bruno)                                         | Кармен            | Голос                                           |
| 2017 | How to Break Up with Your Douchebag (Cómo cortar a tu patán)        | Мама Аманда       |                                                 |
| 2018 | Cómplices                                                           | Тереза            |                                                 |
| 2018 | Рома                                                                | Софія             | Номінація - премія "Оскар" за Кращу жіночу роль |
| 2018 | Niebla de Culpa                                                     | Аманда            |                                                 |
| 2019 | Це не Берлін (Esto no es Berlín)                                    | Кароліна          |                                                 |
| 2021 | Ремінісценція                                                       |                   |                                                 |